# Agarista (bướm đêm)
Agarista là một chi bướm đêm thuộc họ Noctuidae.

## Các loài
- Agarista agricola - Joseph's Coat Moth Donovan, 1805
  - Syn. Agarista picta
  - Agarista agricola biformis Butler, 1884
  - Agarista agricola timorensis Rothschild, 1896
  - Agarista agricola daemonis Butler, 1876